# Битва при Клеонах
Битва при Клеонах — битва на Пелопоннесе между войсками Ахейского союза и аргосского тирана Аристиппа, произошедшая в 235 г. до н. э. во время Деметриевой войны между анти- и промакедонской коалиций.
Со второй половины 240-х годов до н. э. стратег Ахейского союза Арат вел борьбу против аргосских правителей, пытаясь установить там демократию и тем самым оторвать этот важный город от союза с македонцами (македонские цари традиционно поддерживали тиранов пелопоннесских городов). В один из моментов Арату удалось присоединить к своему союзу город Клеоны, с IV века до н. э. находившегося в зависимости от Аргоса. По приказу ахейского стратега в зависимой от Клеон Немее возобновилось проведение Немейских игр, которые ранее, после покорения Клеон аргивянами, были перенесены в Аргос.
Через некоторое время Аристипп начал готовиться к нападению на Клеоны, однако откладывал его, учитывая пребывание Арата с войском в Коринфе. Узнав об этом, Арат приказал своим воинам быть начеку, тогда как сам отправился в Кенхреи (одну из коринфских гаваней, расположенная за 11 км к востоку от города). Теперь уже Аристиппу доложили, что вражеский полководец временно покинул свою армию, так что аргосский тиран воспринял это как подходящий случай для похода против Клеон. В то же время Арат тайно вернулся в Коринф и повел свое войско в Клеоны, в которые вошел еще затемно.
На рассвете отряды Ахейского союза выступили из Клеон и напали на врага, не ожидавшего встретить здесь вражеское войско. Аргивяне бросились бежать, тогда как ахейцы упорно преследовали их и перебили около 1,5 тысячи воинов (при этом, как утверждает Плутарх, не потеряв ни одного из своих). Сам Аристипп был убит возле Микен.
Несмотря на блестящую победу, Арату не удалось захватить Аргос, перешедший под власть брата Аристиппа Аристомаха.